# Карлос Гамара
Карлос Алберто Гамара Паво̀н (на испански: Carlos Alberto Gamarra Pavon; р. 1971 г.) е парагвайски футболист-национал, централен защитник. Висок е 1,8 м. Рекордьор по брой мачове за националния отбор на Парагвай. Има 108 мача и 12 гола за „гуараните“ към 15 юни 2006 г., един от малкото южноамерикански футболисти, постигнали това. Играч на бразилския Палмейрас.
Известен като много чисто играещ футболист, умеещ да се пласира и с добра тактическа подготовка. Един от стълбовете в отбраната на Парагвай. Рядко извършва нарушения, има само 3 жълти картона за всичките си мачове на национално равнище, а на СП '98 не извършва нито едно нарушение. Играе добре с глава и отбелязва два гола с глава на квалификациите за СП '06.

## Кариера
Роден е в малкото градче Ипакараи в Парагвай, на 17 февруари 1971 г. Има четири деца.
Започва професионалната си кариера в Парагвай и дебютира за Серо Портеньо през 1991 г. През 1992 г. става шампион на страната и преминава в аржентинския Индепендиенте. Там не се задържа за дълго време и се връща обратно в Серо Портеньо, където отново става шампион на Парагвай през 1994 г.
През 1995 г. заминава за Порто Алегре, Бразилия, където става футболист на Интернасионал. Обявен е за най-добър парагвайски футболист на 1997 г. от парагвайския в-к „АБЦ Колор“. През 1998 г. отново е посочен за най-добър парагвайски футболист на годината.
Преминава в португалския Бенфика за сезон 1997/98 и след това се връща в Бразилия, където става играч на Коринтианс. Играе в Атлетико Мадрид (1999 – 2000), но отборът изпада от Примера Дивисион и Гамара отново отива в Бразилия, този път попълва редиците на Фламенго. Сезон 2001/02 се оказва успешен за Гамара, тъй като с гръцкия АЕК печели Купата на Гърция.
През 2002 г. заминава за Милано, където става футболист на европейския гранд Интер. На 22 август 2002 г. отбелязва победния гол за Интер срещу Рома на финала за Пирели Къп, завършил 2 – 1. Интер става вицешампион за сезон 2002/03, като Гамара влиза в игра 14 пъти. През следващия сезон Интер завършва на четвърто място в Серия А, а Гамара прави 10 мача. След още един разочароващ сезон за „нерадзурите“ и общо 44 мача за Интер за първенството, купата и европейските клубни турнири Гамара отива в Бразилия, където става собственост на Палмейрас. В последния си сезон в Италия Гамара става носител на Купата на Италия. Последният мач на Гамара за Интер е на 15 юни 2005 г., когато влиза в 87-ата минута на финала за Купата на Италия, спечелен от „нерадзурите“ с 1 – 0 срещу Рома.
Дебютира за националния отбор на 27 март 1993 г. срещу Боливия при загубата с 1 – 2. Играе на СП '98, където участва в четирите мача на Парагвай. „Гуараните“ достигат до осминафинал и са отстранени от бъдещия шампион на планетата Франция. Според ФИФА Гамара е един от двадесет и двамата най-добри футболисти на това първенство, като той и вратаря Хосе Луис Чилаверт са единствените парагвайци в този почетен списък. Гамара взема участие на СП '02 в Япония и Южна Корея, но Парагвай отново не успява да достигне до четвъртфиналите. Под негово капитанство Парагвай взема сребърните медали на летните олимпийски игри в Атина през 2004 г., като на финала губи с 0 – 1 от Аржентина. Участва за трети пореден път на световно първенство през 2006 г. в Германия.